# Harry de Windt
Il Capitano Harry Willes Darell de Windt (Parigi, 1856 – Bournemouth, 1933) è stato un esploratore e scrittore britannico. 
Era fratello della ranee (regina consorte) di Sarawak, Margaret Alice Lili de Windt, che gli procurò il titolo di aiutante di campo del raja suo marito, Charles Brooke, che in parte finanziò alcune delle sue spedizioni. Trascrisse i resoconti dei suoi viaggi in vari libri, pubblicati come Harry de Windt.

## Opere
- Overland from Paris to New York via Siberia
- Peking to Paris
- Russia to India via Persia
- Through Savage Europe